# Ernst Ludwig Uray

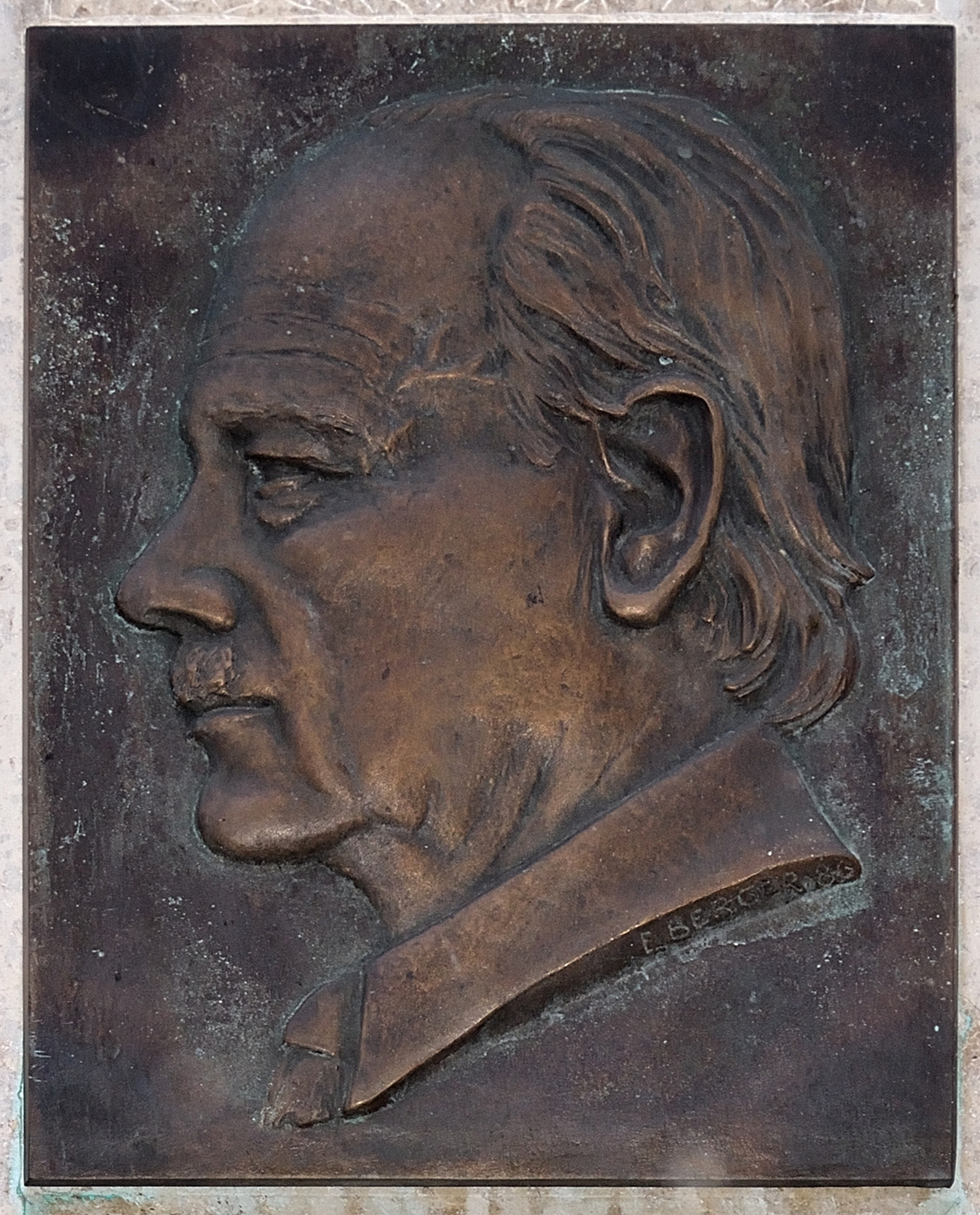
Gedenktafel an Ernst Ludwig Urays Geburtshaus in Schladming

Ernst Ludwig Uray (* 26. April 1906 in Schladming, Steiermark; † 6. April 1988 in Tamsweg, Salzburg) war ein österreichischer Komponist und NS-Funktionär.

## Leben
Nach seinem Musikstudium als Schüler des Grazer Komponisten Roderich Mojsisovics von Mojsvár arbeitete Uray von 1938 bis 1945 als Musikreferent bei Radio Wien, danach war er von 1946 bis 1971 Leiter der Abteilung Musik des ORF-Landesstudios Steiermark. 1961–1979 war er Präsident des Steirischen Tonkünstlerbunds. Bis zu seinem Lebensende leitete er den „Schladminger Musiksommer“ und setzte sich in dieser Funktion für junge österreichische Komponisten ein, etwa Johannes Kern oder Alexander Wagendristel.

## Rolle im Nationalsozialismus
Ernst Ludwig Uray war ein Nutznießer des sogenannten Anschlusses Österreichs an Nazi-Deutschland. So berichtet die NSDAP-Parteizeitung Völkischer Beobachter anlässlich der Verleihung des von Baldur von Schirach initiierten Schubert-Preises an Uray: „Mit dem 13. März 1938 kam auch für ihn der große Umschwung. Er wurde an den Reichssender Wien berufen, wo er die gesamte Programmgestaltung – zum Großteil auch für den Deutschlandsender – übernahm.“ Ein Foto in der Zeitschrift Die Musik vom Februar 1939, das Uray mit Parteiabzeichen zeigt, legt eine Mitgliedschaft in der NSDAP nahe. Während der NS-Herrschaft gehörte Uray zu den im Rundfunk und in Konzerten in Wien vielgespielten zeitgenössischen Komponisten. 1939 gewann Uray den dritten Preis in dem von der Wiener Konzerthausgesellschaft ausgerufenen Kompositionswettbewerb. Die Verstrickung in das NS-System hat Uray nicht geschadet, er trat nach dem Krieg rasch wieder als Pianist sowie als Dirigent in Erscheinung.

## Werke
Uray verfasste vor allem über 60 Lieder, Klavier- und Kammermusik, sowie eine Symphonie, Kantaten, Orchester- und Chorwerke, Melodramen, Messen, Hörspiele, Bearbeitungen von Volksliedern, Filmmusik.

### Klaviermusik
Sonata breve I in D-Dur für Klavier (1947)
Eine melodisch-harmonische Studie für Klavier (1951)
Sonata breve II in e-moll (1953)
Sonata breve III in F-Dur (1973)

### Kammermusik
Suite in A-Dur für Violine und Klavier (1932)
Sonate in f-moll für Violoncello und Klavier (1932)
Variationen über eine alte Melodie („O du fröhliche“) für 2 Violinen (1934)
Rondo Es-Dur für Flöte und Klavier (1934)
Variationen und Fuge über ein Volkslied („Dat du min Leevsten büst“) für 2 Gitarren (1937)
Variationen in f-moll für Violine und Klavier (1948)
„Minnelied“ – Variationen für Violine und Klavier (1957)
Musik für Bläserquintett in 2 Sätzen (1962)
„Schladminger Tänze“ für Bläserquintett (1966)
„Schladminger Tänze“ für Violine und Klavier (1966)
„Hommage à Johann Strauß“ für Bläserquintett (1967)
„Fanfare für Fest und Feier“ für Blechbläser (2 Trompeten und 2 Posaunen) (1970)
„Alpenländische Spielmusik I“ – Acht kleine Stücke für Bläserquartett (1979)
„Alpenländische Spielmusik II“ – 9 kleine Stücke für Bläserquartett (1979)
„Suite Globale“ für Flöte, Violine und Gitarre

### Konzerte und Orchestermusik
„Tanzstück“ für Orchester (1937)
Duo für 2 Violinen und Streichorchester, auch für 2 Violinen und Klavier (1941)
„Wiener Ballettwalzer“ für Orchester (1942)
Lyrisches Andante für Violine, Violoncello und Orchester (1955)
Konzertante Musik für Viola, Klavier und Orchester (1965)
Concerto grosso für Streichorchester (1968)
Konzert für Trompete und Orchester (1975)
Ungarische Tänze für Orchester
Symphonie für großes Orchester (1962/63)

### Vokalmusik
Sechs Lieder für mittelhohe Singstimme und Klavier (1935)
Fünf Lieder für mittlere Stimme und Klavier (1935)
Eine Weihnachtskantate. Nach frommen Worten zusammengestellt und für Sprecher, Soli, gemischten Chor, kleines Orchester und Orgel (1935)
„Der Märtyrer Dostojewski“ (Text: Stefan Zweig), Melodram (1945)
„Vier Totenlieder aus St. Lambrecht“ für gemischten Chor (1953)
O Jubel, o Freud, glückselige Zeit! – 14 alte Hirten- und Krippenlieder für zwei- und mehrstimmigen Gesang mit Instrumentalbegleitung (1958)
„Rabensteiner Schloßkantate“ für Soli, Kinderchor, gemischten Chor, Erzähler und kleines Orchester (1959)
„Wenn am Abend spät“ – Heimatlied für gemischten Chor oder Männerchor (1959)
„Weihnachten“ für Gesang und Klavier (1970)
„Damals vor an Jahr“ für gemischten Chor (1977)
„Mit’m Tanzn hängt’s z’samm“ für gemischten Chor
„Musik der Nacht“ für Männerchor

## Mitgliedschaft
- Österreichische Gesellschaft für zeitgenössische Musik[9]
- Präsident des Steirischen Tonkünstlerbundes[10]
- 1950 bis 1958 und 1975 bis 1978 Obmann der Österreichischen Richard-Wagner-Gesellschaft (Graz)[11]

## Auszeichnungen
- 1944 Verleihung des Schubert-Preises der Stadt Wien[12]
- 1954 Österreichischer Staatspreis (für sein Liedschaffen)
- 1955 Verleihung des Berufstitels Professor
- 1973 Österreichisches Ehrenkreuz für Wissenschaft und Kunst
- 1984 Ehrenbürger der Stadt Schladming